# William Cecil, 3. Baron Amherst of Hackney

Sein Wappen vereint die Wappen der Familien Cecil und Amherst

William Alexander Evering Cecil, 3. Baron Amherst of Hackney CBE OStJ (* 31. Mai 1912; † 22. Juli 1980) war ein britischer Peer und Politiker aus dem Adelsgeschlecht Cecil.

## Leben
Er war der ältere Sohn des Hon. William Cecil und der Gladys Evelyn Baggallay. Als sein Vater 1914 im Ersten Weltkrieg fiel, wurde er Heir apparent seiner Großmutter väterlicherseits, Mary Cecil, 2. Baroness Amherst of Hackney, und erbte bei deren Tod 1919 im Alter von sechs Jahren deren Adelstitel als Baron Amherst of Hackney.
Er besuchte das Eton College und schloss sein Studium am Trinity College der Universität Cambridge 1933 als Bachelor of Arts ab. Anschließend trat er in die British Army ein und kämpfte als Major der Royal Horse Guards (Blues) im Zweiten Weltkrieg.
Nach dem Krieg beteiligte er sich intensiv an den Debatten im House of Lords. Im Hansard sind zahlreiche Parlamentsreden von ihm verzeichnet.
Er wurde als Officer des Order of Saint John und 1963 als Commander des Order of the British Empire ausgezeichnet.

## Ehe und Nachkommen
Am 14. September 1939 heiratete er Margaret Eirene Clifton Brown (1921–2009). Mit ihr hatte er drei Kinder:
- William Hugh Amherst Cecil, 4. Baron Amherst of Hackney (1940–2009) ⚭ Elizabeth Merriman;
- Hon. Anthony Henry Amherst Cecil (* 1947), ⚭ (1) Fenella Jane Crichton, ⚭ (2) Jane Elizabeth Holbrook;
- Hon. Angela Margaret Amherst Cecil (* 1955), ⚭ Gavin Ian Reid.